# Abdullah Yusuf Ali
Abdullah Yusuf Ali, CBE, FRSL (/ɑːˈliː/ ; 14 avril 1872 – 10 décembre 1953) est un érudit Islamique britannico-indien qui a traduit le Coran en anglais.
Sa traduction du Coran est l'une des plus largement connues et utilisées dans le monde anglophone. Il a également été l'un des fiduciaires de l'East London Mosque.